# 5419 Benua
5419 Benua (1981 SW7) là một tiểu hành tinh vành đai chính được phát hiện ngày 29 tháng 9 năm 1981 bởi Zhuravleva, L. V. ở Nauchnyj.